# تشارلي ألين
تشارلي ألين (بالإنجليزية: Charlie Allen)‏ (24 مارس 1992 في المملكة المتحدة - ) هو لاعب كرة قدم بريطاني في مركز الوسط. لعب مع نادي غيلينغهام ونادي فارنبوروه ونادي مارغيت ونوتس كاونتي ونادي تاموورث وبيليريكاي تاون.

## وصلات خارجية
- تشارلي ألين على موقع قاعدة بيانات كرة القدم.إي يو (الإنجليزية)
- تشارلي ألين على موقع Soccerbase.com (لاعب) (الإنجليزية)